# Taji (socken i Kina)
Taji (kinesiska: 塔吉, 塔吉乡) är en socken i Kina. Den ligger i den autonoma regionen Tibet, i den sydvästra delen av landet, omkring 32 kilometer öster om regionhuvudstaden Lhasa.
Genomsnittlig årsnederbörd är 847 millimeter. Den regnigaste månaden är juli, med i genomsnitt 258 mm nederbörd, och den torraste är december, med 2 mm nederbörd.